# دونالد ميتشي
دونالد ميتشي (بالإنجليزية: Donald Michie)‏  (من مواليد 11 نوفمبر 1923 في رانغون في بورما - توفي في 7 يوليو 2007 بالقرب من لندن في حادث سير مع طليقته)، عالم كمبيوتر بريطاني، كان من أوائل الباحثين في مجال مفهوم الذكاء الاصطناعي (AI) والرئيس المؤسس لقسم الذكاء الآلي والإدراك في جامعة إدنبرة (1966)، حيث أشرف على تطوير وبناء FREDDY، وهو إنجاز في مجال الروبوتات الموجهة بالكمبيوتر والتي نجحت في دمج الإدراك والخبرة المكتسبة والعمل.
درس ميتشي في مدرسة الرجبي (Rugby School) وحصل على منحة دراسية في كلية باليول بجامعة أكسفورد، لكنه تولى وظيفة كمصمم تشفير في مكاتب الاتصالات الحكومية البريطانية خلال الحرب العالمية الثانية في منتزه بلتشلي في باكينجهامشير وقد ساهم في فك تشفير آلة لورينز الألمانية، وقد ألهمته أفكار آلان تورنغ حول حل المشكلات الاستكشافية في دراساته الخاصة في ذكاء الآلة.
بعد الحرب ، عاد ميتشي إلى جامعة أكسفورد وحصل على درجة الماجستير (1949) في علم وظائف الأعضاء وحصل على الدكتوراه (1953) في جينات الثدييات، وقد أجرى بحثًا في علم الأجنة (1952-1958) في كلية لندن الجامعية، مع زوجته آنذاك آن مكلارين، انتقل ميتشي إلى جامعة إدنبرة في عام 1958، حيث حاضر في العلوم الجراحية حتى ظهر اهتمامه بأجهزة الكمبيوتر، وفي عام 1967 عينته الجامعة أستاذًا لذكاء الآلة. بعد تقاعده في عام 1984، أسس معهد تورنغ في غلاسكو في اسكتلندا، حيث بقي هناك حتى عام 1994. على الرغم من أن ميتشي وماكلارين انفصلا في عام 1959، إلا أنهما بقيا صديقين، وكان الاثنان معا في طريق سفرهما من كامبريدج إلى لندن عندما توفيا في حادث سيارة.

## ميراثه
توجد أوراق دونالد ميتشي البحثية في المكتبة البريطانية، ويمكن الوصول إلى الأوراق من خلال كتالوج المكتبة البريطانية. 